# Garrey
Garrey är en kommun i departementet Landes i regionen Nouvelle-Aquitaine i sydvästra Frankrike. Kommunen ligger i kantonen Montfort-en-Chalosse som tillhör arrondissementet Dax. År 2022 hade Garrey 215 invånare.

## Befolkningsutveckling
Antalet invånare i kommunen Garrey
Referens:INSEE